# Reykjavik
Reykjavik ([rêjkjavik], islandsko Reykjavík) je glavno mesto Islandije, z okrog 120.000 prebivalci njeno največje mesto in hkrati najbolj severno ležeča prestolnica na svetu. Leži na geografski širini 64°08' N, nedaleč od polarnega kroga. Pozimi je tako svetlo le štiri ure, poleti pa so noči skoraj povsem svetle.

## Izvor krajevnega imena
Krajevno ime je prevzeto iz islandske besede Reykjavík, kar je zloženka iz reyka v pomenu kaditi, spuščati dim ali paro in vík v pomenu zaliv. Naselje, ki ga je domnevno okoli leta 870 ustanovil Viking Ingolf Arnarson, je dobilo ime po tamkajšnjem zalivu s kadečimi geotermalnimi izviri.

## Lega
Reykjavik se nahaja na jugozahodu otoka ob vznožju polotoka Reykjanes, redko poseljena predmestja sežejo daleč na jug in vzhod. Cona tektonskega premika, ki prečka Islandijo od jugozahoda do severovzhoda, leži tudi na tem polotoku. Zato so tukaj pogosti potresi, ki pa imajo majhno moč.
Za obalna mesta so značilni polotoki, jame, morski prelivi in otočki. V zadnji ledeni dobi (pred približno 10.000 leti) so dele današnjega mestnega območja pokrivali ledeniki, deli pa so bili pod vodno gladino. V toplih obdobjih in na koncu ledene dobe so se pojavili nekateri hribi (Öskjuhlíð) in otoki. Hribi in Öskjuhlíð Skólavörðuholt so nekdanji ščit vulkanov, ki so bili aktivni v toplejših obdobjih ledene dobe. Esja je z 914 m najvišja gora na tem območju.
Največja reka skozi Reykjavik je Elliðaá. Ni plovna in je znana po svojem izobilju lososov. Južno in jugozahodno od glavnega mesta leži naravni rezervat Heiðmörk.
Ker leži blizu arktičnega kroga, prejme Reykjavik na najkrajši dan v letu le štiri ure sončne svetlobe. V poletnih mesecih so noči tako svetle kot ta dan.

## Klima
Zaradi Zalivskega toka je klima v Reykjaviku morsko-polarna, kar pomeni razmeroma mile zime in hladna poletja z rednimi padavinami. Najvišja doslej zabeležena temperatura je bila 24,8 °C (11. avgusta 2004) in najnižja zabeležena -24,5 °C (21. januar 1918).
Padavine (0,1 mm ali več) padajo na povprečno 148 dni na leto. Letna vsota sonca je približno 1250 ur.

## Zgodovina

### Prvo naselje (od 870)
Landnámabók v Reykjaviku je ustanovil Ingólfur Arnarson, eden prvih naseljencev Islandije. Navadno so se Vikingi naselili tam, kamor je morje naplavilo les, ki so ga vrgli v morje. Arheološka izkopavanja so doslej dokazala prve sledove naselitve v letu 870 - Vikingi iz Norveške in keltski priseljenci so naselili ta prostor. Do 18. stoletja je bila to majhna in nepomembna vas.

### 18. stoletje
Za "očeta mesta " danes imenujejo Skúlija Magnussona, ki je delal kot sodni izvršitelj v Bessastaðirju (danes del Reykjavika) leta 1749 in je bil odgovoren za izterjavo davkov. Zgradil je prve industrijske obrate (predvsem za predelavo volne), ki so predstavljali velik danski monopol. Sproščanje restriktivne trgovinske in industrijske politike Dancev se je zgodila po izbruhu vulkana Laki leta 1783. Sprva je zajela predvsem tovarne za predelavo rib in ladjedelnice.
Leta 1786 je okoli 200 prebivalcev dobilo mestne pravice. Oznaka Kaupstaður kaže, da je bil poudarek na trgovanju. Reykjavik je bil eno od šestih mest, ki so imela posebne komercialne pravice v letu po delnem umiku danskega trgovinskega monopola.
Večji pomen je mesto pridobilo konec 18. stoletja, ko so se škof in velika latinska šola Skálholt preselili v Reykjavik.

### 19. stoletje
Islandci, ki so potovali na celinsko Evropo, so na Islandijo prinesli ideje o nacionalni identiteti in neodvisnosti, ki so hitro pridobile podporo v prvi polovici tega stoletja. Reykjavik je postal intelektualno središče države. Leta 1845 se je v Reykjavik preselil parlament Althing. V tistem času še ni imel prave politične moči, imel je le posvetovalno vlogo na danskem dvoru. Kljub temu pa je bil od zdaj naprej Reykjavik glavno mesto države. Leta 1874 je prejel islandski parlament omejene zakonske pravice. Država je zdaj imela svojo ustavo, še vedno pa je bila odvisna od Danske.

### 20. stoletje in sedanjost
Leta 1912 se je pričela gradnja novega pristanišča. Med gradnjo pristanišča je bila leta 1913 zgrajena ozkotirna železnica iz mesta v pristanišče.
Leta 1918 so Islandijo razglasili za suvereno kraljevino v uniji z Dansko. Reykjavik je postal uradno glavno mesto države. 
V letih 1920 do 1930 je mesto cvetelo zaradi donosne proizvodnje polenovke in izvoza rib. 17. junija 1944 so ob Þingvellirju razglasili Republiko Islandijo. Reykjavik je postal glavno mesto nove neodvisne države. Danes je tukaj sedež islandske vlade, predsednik, ki ima bolj reprezentativno vlogo, pa ima rezidenco v Bessastaðirju v predmestju Álftanes.
Po drugi svetovni vojni so Američani pomagali zgraditi veliko civilno letališče v Keflavíku in v zameno dobili pravico do stalne vojaške baze v bližini. Ustvarili so tudi številna delovna mesta. To je sprožilo množično preseljevanje, pa tudi velik pritok kapitala v regijo.
Leta 1972 se je v mestu odvijal šahovski dvoboj stoletja med Američanom Bobbyjem Fischerjem in Rusom Borisom Spasskym. Od 10. do 12. oktobra 1986 sta se v gostišču Höfði srečala Ronald Reagan in Mihail Gorbačov.
Reykjavik je bil 2. avgusta 2011 imenovan za 29. UNESCO-vo mesto literature.

## Razdelitev mesta in demografija
V širšem mestnem območju živi okrog 200.000 prebivalcev, kar predstavlja skoraj dve tretjini celotnega prebivalstva Islandije.
Reykjavik je razdeljen na deset okrožij (hverfi):
| Nr. | Občina                      | Prebivalcev 2010 |
| --- | --------------------------- | ---------------- |
| 1   | Vesturbær                   | 15.703           |
| 2   | Miðborg                     | 8.618            |
| 3   | Hlíðar                      | 9.612            |
| 4   | Laugardalur                 | 15.239           |
| 5   | Háaleiti og Bústaðir        | 13.755           |
| 6   | Breiðholt                   | 20.646           |
| 7   | Árbær                       | 10.192           |
| 8   | Grafarvogur                 | 18.130           |
| 9   | Kjalarnes                   | 834              |
| 10  | Grafarholt og Úlfarsárdalur | 5.416            |
|     | Reykjavik                   | 118.145          |

Leta 2011 je bilo v ožjem Reykjaviku 119.848 prebivalcev, z okolico pa jih je imel 202.341. Mestnih občin ima šest in sicer:
- Álftanes: 2.484 preb.
- Garðabær: 10.272 preb.
- Hafnarfjörður: 26.099 preb.
- Kópavogur: 30.779 preb.
- Mosfellsbær: 8.642 preb.
- Seltjarnarnes: 4.445 preb.

Današnji Reykjavik je mesto z ljudmi iz vsaj 100 držav. Najpogostejše so etnične manjšine Poljakov, Filipincev in Dancev. Tujci predstavljajo 8 % prebivalcev.

## Znamenitosti
Nacionalni muzej (Þjóðminjasafn) domuje v stavbi iz leta 1863. 1. septembra 2004 je bil ponovno odprt, potem ko je bil dolgo časa zaprt zaradi prenove. V njem se nahajajo zbirke dragocenih umetnin islandske kulture, kot so nakit, orožje, verska umetnost in vsakdanji predmeti. Zlasti pomemben je bronasti kipec boga Thora, srebrno Thorovo kladivo (Þórshamar) in bogato okrašena cerkvena vrata Valþjófsstaður.
Muzej kulturne dediščine (Þjóðmenningarhúsið) se nahaja v stavbi, ki je bila zgrajena v letih 1906-1909. V tej hiši so bile prvotno Nacionalna knjižnica, Narodni muzej, Zbirka narodnih rokopisov in Prirodoslovni muzej. V letu 2000 je bila hiša obnovljena in je dobila nov namen. S svojo zbirko državnih rokopisov, številnimi razstavami in različnimi kulturnimi prireditvami, je pomembno prizorišče islandske kulture in dediščine.
Muzej na prostem Árbæjarsafn leži v okrožju Árbær in obsega 30 mestnih hiš in hiš, pokritih s šoto in ozelenjenih. Odprt je bil leta 1957. Večina hiš je bila prenesena iz starega dela Reykjavika. V hišah je času primerna oprema ali razstave, v nekaterih delujejo ljudje, oblečeni v tedanjo nošo in izdelujejo razne izdelke. V muzeju potekajo številne prireditve, ki ponazarjajo določeno obdobje v zgodovini Reykjavika. V muzeju sta tudi dve prodajalni, čokoladnica in spominki. Ena od zgradb je tudi tipična stara lesena cerkev.
Heiðmörk, gozdni rezervat, je bil leta 1950 razglašen za občinsko zaščiteno območje Reykjavika. Do tega leta je bilo posajenih več kot 50 milijonov dreves, največ iglavcev vrste Picea sitchensis. Našteli so tudi 150 divjih vrst cvetja. Nahaja se jugovzhodno od jezera Elliðavatn, približno 9,7 km od mesta Reykjavika. Območje obsega 2800 hektarjev in je priljubljeno rekreacijsko območje domačinov. Tukaj se nahaja tudi vodno zajetje za Reykjavik in vodnjaki s pitno vodo. Zanimiva naravna tvorba območja Heiðmörk so Rauðhólar, gre za množico rdeče obarvanih psevdokraterjev. Njihova starost je ocenjena na približno 5200 let. Prvotno je bilo kraterjev več kot 80, ki pa so jih kasneje uničili in uporabili za gradnjo letališča in cest.
Reykjavik 871 ± 2 je razstava o nastanku Reykjavika. Temelji na arheoloških izkopavanjih ene prvih hiš na Islandiji in na ugotovitvah iz drugih izkopavanj v mestnem središču. Razstava se nahaja v starem mestnem jedru Reykjavika. Poudarek razstave je na ostanku hiše iz let okoli 930-1000, ki je bila izkopana leta 2001. Ostanki zidu so bili dokazano zgrajeni pred letom 871 ± 2 (to je ime razstave). Takšen natančen podatek je mogoč, ker je velik vulkanski izbruh območja Torfajökull razširil tefro po vsej regiji in so lahko datirali z ledeniškega ledu na Grenlandiji. Hiša je ena najstarejših človeških struktur na Islandiji. Na ogled so predmeti iz vikinških časov iz Reykjavika in otoka Viðey.

### Stolnica
Ena izmed najstarejših stavb v mestu je katedrala (Dómkirkjan). Nahaja se v centru mesta ob stavbi parlamenta. Je sedež luteranskega škofa Islandije, kakor tudi cerkva ožje mestne skupnosti. Predhodnica sedanje katedrale je bila zgrajena v letih 1787-1796 v bližini mesta stare cerkve, ki je bila v Aðalstræti. Cerkev je bila konec 18. stoletja zgrajena za preselitev škofije Skálholt v Reykjavik. Zasnoval jo je kraljevi arhitekt Andreas Kirkerup. Ob svoji posvetitvi leta 1796 je bila precej majhna cerkev. Sedanjo podobo je dobila po obnovi oziroma rušitvi stare, leta 1847. Današnjo je zasnoval arhitekt Albert Laurits Winstrup v neoklasicističnem slogu. Obnovitvena dela so potekala leta 1879 in 1914, arhitekt Þorsteinn Gunnarsson je vodil zadnji dve prenovi leta 1985 in 1999-2001.
Oltarna slika Vstajenje je delo kraljevega slikarja iz Kopenhagna G. T. Wegenerja iz leta 1847. Krstilni kamen je izdelal Albert Thorvaldsen in je umetnina. Izdelan je bil leta 1827 v Rimu in v katedralo prišel leta 1839. Prižnica v novem baročnem slogu. Orgle so bile izdelane v Berlinu, Karl Schuke in posvečene leta 1985.

### Hallgrímskirkja
Hallgrímskirkja je sodobna arhitekturna umetnina in ena izmed najvišjih stavb v državi. Je evangeličansko-luteranska župnijska cerkev. Iz njenega zvonika se odpira izjemen razgled na mesto. Zvonik je visok 74,5 m, na vrh vodi dvigalo, v njem so trije veliki zvonovi in posebej niz z 29 zvonovi. Ime je dobila po pesniku in protestantskem pastorju in pesniku Hallgrímurju Péturssonu (1614-1674). Načrtovati so jo začeli že leta 1929. Objekt je zasnoval že leta 1937 islandski arhitekt Guðjón Samuelsson (1887-1950) v nekakšnem ekspresionističnem slogu. Gradnja je trajala več kot 40 let (od 1943) do posvetitve leta 1986. Zgrajena je v obliki bazaltnih stebrov iz neobdelanega betona, bela barva naj bi simbolizirala ledenike. Zelo svetla triladijska notranjost cerkve ima veliko gotskih elementov. Skozi vitražna okna v glavnem oltarju se vidi nebo in oblake. 13. decembra 1992 so bile s koncertom slavnostno odprte orgle, ki jih je izdelal Johannes Klais in Bonna, Nemčija in so največji inštrument na Islandiji. Ima mehansko mizo s štirimi klaviaturami in pedalnim delom, 72 registrov in 5275 cevi. Visoke so približno 15 m in tehtajo 25 ton. Vsako leto je organiziranih okoli 40 koncertov, prav tako poteka »Orgelsko poletje«, uporabljajo pa jih tudi študentje glasbe. V letu 2013 jih je prišel mojster obnovit.
Pred cerkvijo v središčni osi stoji kip Leifa Erikssona iz leta 1930, ko je imel Althing Islandije 1000-obletnico prihoda v ZDA.

### Koncertna dvorana Harpa
Koncertna dvorana in konferenčni center Harpa se nahaja v pristanišču. Odprta je bila 20. avgusta 2011. 28.000 m² velika koncertna dvorana lahko sprejme 1.600 obiskovalcev. Arhitekti so bili podjetja Henning Larsen Architects in Batteríið. Obsežno stekleno fasado je oblikoval Olafur Eliasson. Harpa je uradna rezidenca Simfoničnega orkestra Islandije in islandske Opere. Leta 2013 je prejel Mies van der Rohe nagrado Evropske unije za sodobno arhitekturo.

### Perlan
Perlan je posebej zanimiv objekt in leži v okrožju Öskjuhlíd. Pod stekleno kupolo na velikem rezervoarju mesta so: majhen muzej s prikazom islandske zgodovine, restavracija in trgovine. Rezervoarji zagotavljajo mestu vročo vodo, za nekatere dele mesta pa v času zimske službe toploto za ogrevane ulice in pločnike. Stavba ponuja dober razgled na Reykjavik in okolico.

## Gospodarstvo in promet
V Reykjaviku prevladujejo storitvena podjetja, ribolov in visokotehnološka industrija, vključno z genetskim inženiringom in biotehnološkimi laboratoriji. Večina hiš v mestu izkorišča geotermalni ogrevalni sistem, ki je največji te vrste na svetu.
Reykjavik je mesto z največ avtomobili na prebivalca na svetu. Zato ima mesto nekaj do šestpasovnih avtocest, obvoznico po obrobju mesta ter štiripasovnico do mednarodnega letališča Keflavík. Islandija nima železnic. Reykjavik ima zelo učinkovit sistem javnega prevoza. Ima dve morski pristanišči, staro pristanišče v bližini centra mesta, ki se v glavnem uporablja za ribiče in ladje za križarjenje, in Sundahöfn vzhodno od mesta, največje tovorno pristanišče v državi.
Vulkanska aktivnost oskrbuje Reykjavik z geotermalnimi ogrevalnimi sistemi za stanovanjska in industrijska območja. Leta 2008 je bilo z naravno toplo vodo ogrevanih približno 90 % vseh stavb na Islandiji.
Trenutno podjetje Reykjavík Energy oskrbuje okoli 170 000 ljudi in proizvaja 63 milijonov m3 tople vode na leto. Za ogrevanje se porabi 85 % vode, za umivanje in pranje 15 % energije. Ogrevanje je kategorija, ki vključuje ogrevanje hiš, bazenov, rastlinjakov, cest in pločnikov. Reykjavik energijo napaja iz temperaturnega polja, ki je približno 1000 metrov pod površjem s temperaturo 150 °C in visoko temperaturnim poljem s temperaturo nad 200 °C , ki je precej pod 1000 metrov globine. Vodo iz nizkotemperaturnega področja se lahko uporablja kot vročo vodo iz pipe ali se neposredno uporabi za ogrevanje prostorov po tem. Distribucijski sistem mesta obsega več kot 1300 kilometrov cevovodov. Voda s področja visoke temperature se uporablja za proizvodnjo električne energije in mora iti skozi toplotni izmenjevalnik, preden lahko pride v distribucijski sistem mesta. V tem sistemu voda nekaj časa kroži z dodajanjem tople vode, ko se ta ohladi, nato je odvedena neposredno v kanalizacijo.

## Izobraževanje
Najbolj znana šola v mestu je srednja šola Menntaskólinn. Poleg te so v mestu še:
- Umetniška akademija (Listaháskóli Íslands)
- Islandska univerza (Háskóli Íslands, od leta 2008 spada sem tudi Pedagoška akademija Kennaraháskoli Íslands)
- Reykjaviška univerza (Háskólinn í Reykjavík)

## Partnerska mesta
- Finska, Helsinki
- Združeno kraljestvo, Kingston upon Hull
- Danska, København
- Grenlandija, Nuuk
- Norveška, Oslo
- Rusija, Sankt Peterburg
- ZDA, Seattle
- Švedska, Stockholm
- Ferski otoki, Tórshavn
- Litva, Vilna
- Kanada, Winnipeg

## Polotok Reykjanes
Polotok Reykjanes je izjemno zanimiva in raznolika pokrajina, kjer se nizajo razpoke in blatni vrelci, polja lave, stare vasice, svetilniki in geotermalna dejavnost.
Bessastaðir je danes uradna rezidenca predsednika Islandije. Po umoru Snorrija Sturlusona septembra 1241 je Bessastaðir zasedel norveški kralj. Pozneje je postal kraljeva trdnjava in bivališče kraljevih najvišjih častnikov in uradnikov na Islandiji. Tukaj se je upiral napadu turških piratov v juliju 1627. V poznem 18. stoletju se je Bessastaðir spremenil v šolo in to ostal do leta 1944, ko jo je Sigurður Jonasson daroval za predsedniško palačo. Lokacija je poimenovana po  Bessastaðirju, ki je kupil posestvo leta 1940 in jo nato podaril.
Sveitarfélagið Garður je občina in naselje v jugozahodnem delu, ki jo omejuje zaliv Faxaflói. Od januarja 2011 ima Garður 1.452 prebivalcev. Naselje Garður, kar pomeni vrt ali dvorišče, je bilo poimenovano po eni izmed številnih zemeljskih sten, ki ležijo na mejah med lokalnimi posestmi. Bogato ribolovno območje ob obali je še vedno osnova gospodarstva. Garður ostaja močno ribiško središče s podjetji za predelavo rib. Na polotoku Garður je zgodovinski muzej (Byggðasafn Garðskaga) in pripoveduje zgodbo o ribičih in zgodovini ljudi, ki so živeli in delali v skupnosti. Garður je znan tudi po svojih svetilnikih. Stari svetilnik Garðskagi je bil zgrajen leta 1897 in je bil v rabi do nedavna kot center za študij ptic selivk, ki prispejo vsako leto z Grenlandije in Severne Amerike ter se razmnožujejo na okoliških obalah.
Na polotoku Reykjanes se nahaja tudi majhno naselje Hafnir, kjer so našli najstarejše znane arheološke dokaze o naseljenosti Islandije v letih 770 in 880.
Lavno polje Sandvík je zanimivo, ker je tukaj jasno viden razmik tektonskih plošč. Po simbolično zgrajeni brvi je možno prečkati to razpoko.
Reykjanesviti je najstarejši islandski svetilnik. Služi kot oznaka za kopno za Reykjavik in Keflavík. Stolp je visok 31 m. Prvotna konstrukcija je bila zgrajena leta 1878. Samo osem let kasneje je stavbo uničil potres. Leta 1929 je bil zgrajen sedanji svetilnik, betonska konstrukcija s prvotnim izgledom in osvetlitvijo. Njegova goriščna ravnina meri 73 metrov nad morsko gladino. Od tu se v primernem vremenu vidi na otok Eldey.
Gunnuhver, geotermalno območje, predstavljajo blatni bazeni in puhajoča para. Leži blizu svetilnika Reykjanesviti. To je največji blatni bazen na Islandiji in meri 20 metrov. Slišati je mogoče živahno brbotanje vrele vode in občutiti moč narave. Na delu Kísilhól, hribu silicijevega dioksida, je dober pregled nad skupino Gunnuhver. Tukaj bo središče bodočega geoparka.
Brimketill je najzahodnejša točka polotoka. Zanimiva skalna obala v sončnih dneh spominja na naravno vročo kopel. Rečejo mu tudi Oddnýjarlaug (bazen Oddný) in legenda pravi, da se je hodil sem kopat velikan, saj ena izmed ogromnih skal spominja na sedež.
Modra laguna (islandsko: Bláa lónið) je geotermalno kopališče in je ena izmed najbolj obiskanih znamenitosti na Islandiji. Nahaja se v polju lave v kraju Grindavík. Topla voda je bogata z minerali, kot sta kremen in žveplo. Kopanje v Modri laguni naj bi bilo primerno za ljudi, ki trpijo zaradi kožnih bolezni, kot je luskavica. Temperatura vode je povprečno 37-39 °C. Tukaj deluje tudi center za raziskave in razvoj pri iskanju zdravil za kožne bolezni. Laguna je umetna laguna in se napaja z odpadno vodo bližnje geotermalne elektrarne Svartsengi ter se obnavlja vsak drugi dan. Vodo, ki jo črpajo iz globin, se uporablja najprej za zagon turbin, ki proizvajajo električno energijo. Ko gre skozi turbine, paro in vročo vodo pošljejo skozi toplotni izmenjevalnik za ogrevanje komunalnih sistemov. Nato se voda dovaja v laguno za rekreacijo. 
Modra laguna se nahaja v bližini prve elektrarne na svetu, ki uporablja proces predelave ogljikovega dioksida v metanol, ki ga nato prodajajo na bencinskih črpalkah po vsem svetu.
Na pečinah Krýsuvíkurbjarg vsako poletje gnezdi na tisoče morskih ptic. Pečina je visoka skoraj 50 m in na njej gnezdi okoli 57.000 parov ptic. Najpogostejše so: navadna lumna (Uria aalge), mala njorka (Alca torda), Uria lomvia, rod Rissa, mormon (Fratercula arctica), črna njorka (Cepphus grylle), ledni viharnik (Fulmarus glacialis) in kormoran (Phalacrocorax carbo).
Geotermalno območje Krýsuvík se nahaja na razpoki tektonskih plošč in je sestavljeno iz več območij. Najbolj znano je Seltún. Tukaj so solfatare, fumarole, blatni in drugi vrelci najrazličnejših barv, ki jih ustvarja žveplova voda in plini. Prst je obarvana zeleno, rumeno in rdeče. V bližini teh geotermalnih polj je več kraterjev (maar), ki jih je ustvarila eksplozija pregrete podtalnice. V enem izmed njih je nenavadno zeleno-modro jezero Grænavatn. Z vrtanjem so ustvarili umetni gejzir, ki pa je v letu 1999 eksplodiral, pri čemer je nastal krater.
Na polotoku Reykjanes leži tudi Kleifarvatn, največje jezero na tem področju. Po velikem potresu leta 2000 se je začelo manjšati, izginilo je že 20 % njegove površine.